# Campionati mondiali di sci nordico 1939
I Campionati mondiali di sci nordico 1939, sedicesima edizione della manifestazione, si svolsero dall'11 al 19 febbraio a Zakopane, in Polonia. Vennero assegnati cinque titoli.
Nel contesto della rassegna iridata fu disputata anche una gara di pattuglia militare, che tuttavia non fu inclusa nel programma ufficiale.
Per quel che concerne la partecipazione, a Zakopane gli atleti austriaci e tedeschi dei Sudeti (già cecoslovacchi) gareggiarono con i colori della Germania in seguito, rispettivamente, all'Anschluss avvenuto il 12 marzo 1938 e all'accordo di Monaco del 30 settembre 1938.

## Risultati

### Combinata nordica
| Posizione | Atleta              | Nazione  | Punti |
| --------- | ------------------- | -------- | ----- |
| 1         | Gustav Berauer      | Germania | 429,6 |
| 2         | Gustav Adolf Sellin | Svezia   | 426,6 |
| 3         | Magnar Fosseide     | Norvegia | 422,4 |
| 4         | Andrzej Marusarz    | Polonia  | -     |
| 5         | Günther Meergans    | Germania | -     |
| 6         | Chistian Merz       | Germania | -     |

11 febbraio

Trampolino: Wielka Krokiew NH

Fondo: 18 km

### Pattuglia militare
| Posizione | Nazione  | Atleti                                                                | Tempo   |
| --------- | -------- | --------------------------------------------------------------------- | ------- |
| 1         | Germania | ? Gaum Fritz Zängl Heini Schaumann ? Speckbacher                      | 2:26:16 |
| 2         | Svezia   | Gerhard Hjukström Wilhelm Hjukström Nils Östensson Kristian Svelander | 2:28:48 |
| 3         | Polonia  | Józef Hamburger Jan Haratyk Jan Czepczor Jan Wawrzacz                 | 2:42:30 |

19 febbraio

Gara dimostrativa

### Salto con gli sci
| Posizione | Atleta             | Nazione  | Punti |
| --------- | ------------------ | -------- | ----- |
| 1         | Sepp Bradl         | Germania | 224,7 |
| 2         | Birger Ruud        | Norvegia | 224,2 |
| 3         | Arnholdt Kongsgård | Norvegia | 223,1 |
| 4         | Sven Selånger      | Svezia   | -     |
| 5         | Stanisław Marusarz | Polonia  | -     |
| 6         | Hilmar Myhra       | Norvegia | -     |

11 febbraio

Trampolino: Wielka Krokiew NH

### Sci di fondo

#### 18 km
| Posizione | Atleta          | Nazione   | Tempo   |
| --------- | --------------- | --------- | ------- |
| 1         | Jussi Kurikkala | Finlandia | 1:05:30 |
| 2         | Klaes Karppinen | Finlandia | 1:06:05 |
| 3         | Carl Pahlin     | Svezia    | 1:06:35 |
| 4         | Kalle Jalkanen  | Finlandia | -       |
| 5         | Lars Bergendahl | Norvegia  | -       |
| 6         | Pekka Niemi     | Finlandia | -       |

15 febbraio

#### 50 km
| Posizione | Atleta          | Nazione   | Tempo   |
| --------- | --------------- | --------- | ------- |
| 1         | Lars Bergendahl | Norvegia  | 2:57:43 |
| 2         | Klaes Karppinen | Finlandia | 3:00:27 |
| 3         | Oscar Gjøslien  | Norvegia  | 3:05:42 |
| 4         | Pekka Vanninen  | Finlandia | -       |
| 5         | Pekka Niemi     | Finlandia | -       |
| 6         | Alvar Hägglund  | Svezia    | -       |

17 febbraio

#### Staffetta 4x10 km
| Posizione | Nazione   | Atleti                                                                 | Tempo   |
| --------- | --------- | ---------------------------------------------------------------------- | ------- |
| 1         | Finlandia | Pauli Pitkänen Olavi Alakulppi Eino Olkinuori Klaes Karppinen          | 2:08:35 |
| 2         | Svezia    | Alvar Hägglund Selm Stenvall John Westbergh Carl Pahlin                | 2:09:43 |
| 3         | Italia    | Aristide Compagnoni Severino Compagnoni Goffredo Baur Alberto Jammaron | 2:13:38 |
| 4         | Norvegia  | Olav Odden Magnar Fosseide Erling Evensen Olaf Hoffsbakken             | -       |
| 5         | Svizzera  | Adolf Freiburghaus Eric Soguel Viktor Borghi Adi Gamma                 | -       |
| 6         | Germania  | Georg Lochbihler Rudolf Wöss Leonhard Bach Albert Burk                 | -       |

18 febbraio

## Medagliere per nazioni
| Posizione | Nazione   | Oro | Argento | Bronzo | Totale |
| --------- | --------- | --- | ------- | ------ | ------ |
| 1         | Finlandia | 2   | 2       | 0      | 4      |
| 2         | Germania  | 2   | 0       | 0      | 2      |
| 3         | Norvegia  | 1   | 1       | 3      | 4      |
| 4         | Svezia    | 0   | 2       | 1      | 3      |
| 5         | Italia    | 0   | 0       | 1      | 1      |